# Ceutorhynchus crucifer
Ceutorhynchus crucifer är en skalbaggsart som först beskrevs av Peter Simon Pallas 1781.  Ceutorhynchus crucifer ingår i släktet Ceutorhynchus, och familjen vivlar. Enligt den svenska rödlistan är arten nära hotad i Sverige. Arten förekommer i Götaland, Gotland, Öland och Svealand. Artens livsmiljö är jordbrukslandskap, stadsmiljö.